# Taylor Stevens
Taylor Stevens (* 1972 in New York) ist eine US-amerikanische Krimi-Autorin.
Bis sie 20 war, wuchs sie in einer Sekte auf. Heute lebt sie in Dallas, Texas. Für The Informationist wurde sie 2012 mit dem Barry Award in der Kategorie Bester Erstlingsroman ausgezeichnet. 2014 gewann ihr Roman The Doll den Barry Award in der Kategorie Bester Thriller.

## Werke
- Mission Munroe: Die Touristin. Goldmann, München 2012 (Originaltitel: The Informationist, übersetzt von Leo Strohm), ISBN 978-3-442-47823-1.
- Mission Munroe: Die Sekte. Goldmann, München 2013 (Originaltitel: The Innocent, übersetzt von Leo Strohm), ISBN 978-3-442-47820-0.
- Mission Munroe: Die Geisel. Goldmann, München 2014 (Originaltitel: The Doll, übersetzt von Leo Strohm), ISBN 978-3-442-47893-4.
- Mission Munroe: Die Spezialistin. Goldman, München 2015 (Originaltitel: The Catch, übersetzt von Leo Strohm) ISBN 978-3-442-48292-4.
- The Doll. Crown Publishers, 2013, ISBN 978-0-307-88878-5.
- The Catch. Random House, 2014, ISBN 978-0-385-34893-5.